# 市河荘
市河荘（いちかわしょうは、甲斐国の荘園。10世紀に成立し、荘域は時代により変遷しているが、おおむね甲府盆地底部に位置する。甲斐においては唯一の荘園公領制成立以前に立荘された免田型荘園と考えられている。

## 沿革
11世紀後半には皇室・貴族や大寺社の経済的基盤として地方に数多くの荘園が立荘され、12世紀には国衙領と荘園を基礎単位とした荘園公領制が成立する。甲斐国では院政期にあたる12世紀に立荘された荘園が甲府盆地を中心に数多く存在しているが、市河荘は確認される限りで11世紀以前に立荘された唯一の荘園として知られる。
市河荘に関する初見史料は「法勝院領目録」『仁和寺文書』安和2年（969年）7月8日の記事で、これは山城国紀伊郡深草郷（京都市伏見区）にあった真言宗寺院である法勝院において同年7月の僧坊火災で所領に関する公験文書が焼失し、深草郷の刀禰が所領の事実確認を行った紛失状で、甲斐市河荘は山城国・大和国など六か国に分布する法勝院所領として書き上げられ、田地13町9段310歩が記されている。
『目録』に拠れば法勝院所領は創建当初から領掌されており、もとは海印座主基遍大法師が領掌し、969年（安和2年）時点では法勝院領となってから数十年を経ていたといわれ、この記事から市河荘の立荘は9世紀末から10世紀初頭に推定されている。法勝院領となった経緯は不明だが、藤原氏の寄進であるとも考えられている。網野善彦は東国において珍しい、領域支配を特徴とする12世紀以降の中世荘園とは異なる免除領田制に基づく免田型荘園と指摘している。
『目録』には荘田の条理坪付が記載されているが、市河荘の荘田は国中三郡に散在し、巨麻郡11町3段余を中心に、山梨郡2町5余段、八代郡1町7段余となっており、11世紀代に甲府盆地で条理地割が存在していたことが確認されている。市河荘田は条理制施行区域に荘田が散在的に分布している遠隔地荘園で、網野善彦は市河荘田の存在形態について、東国においては類例の少ない、10世紀以来の免除領田制に基づく免田型荘園であり中世荘園とは性格が異なる点を指摘している。また、秋山敬は『目録』において書き上げられているのは免田のみで、法勝院所領はこれ以外にも存在していた可能性を指摘しているが（『甲府市史』）、一方でこれを10世紀以前荘園の特徴である散在田地の集積と解釈する見解もある。『目録』以降の文献資料には市河荘の存在は見られず、その後の消長は不明。
初期市河荘の正確な荘域は解明されていないが、中枢は田地の集中する巨摩郡に存在したと考えられており、市川三郷町域に推定されている。一方で、磯貝正義は中央市から昭和町付近を中心に甲府市南部から市川三郷町市川大門地区までが含まれる可能性を指摘しており、ラインハルト・ツェルナーは地図上において荘域の復元を試みている。

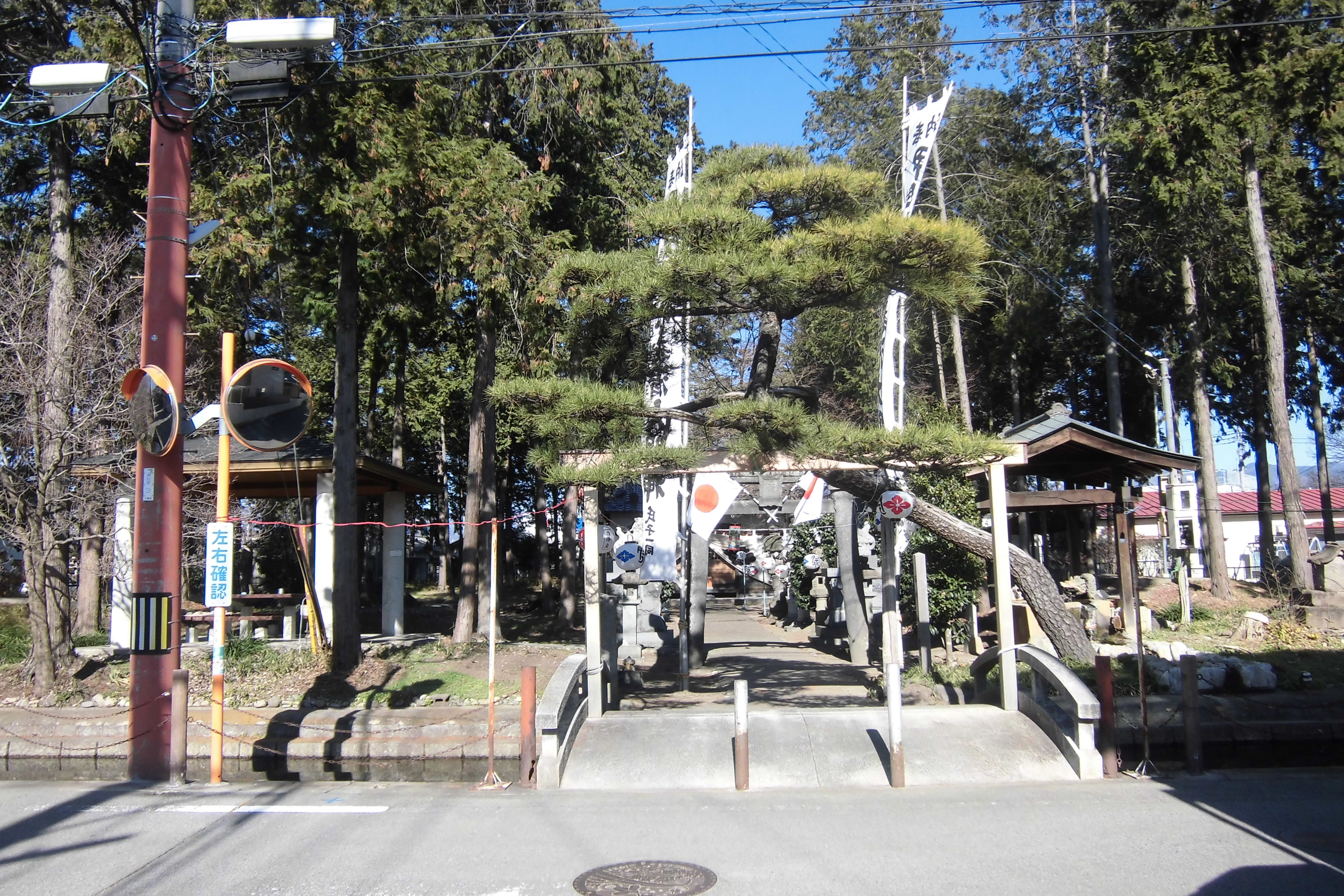
昭和町西条の義清神社

当初の在地領主は不明であるが、平安時代後期には院の勢力が衰退し、大治5年（1130年）には常陸国から源義清・清光親子が配流され、市河荘を甲斐における勢力基盤としている（『尊卑分脈』等）。義清を祖とする甲斐源氏はその後甲府盆地の各地に進出し、治承・寿永の乱においても甲斐源氏の挙兵に従う武士のなかにも市河姓の人物が見られ、市河荘に関係すると考えられている。なお、源義清は久安5年（1149年）に市河荘で死去しているが、義清の本拠は西八代郡市川三郷町の平塩岡とする説のほかに、中巨摩郡昭和町西条の義清神社とする説がある。
中世の市河荘は法勝院目録の市河荘を継承するものであると考えられているが、中世には中枢部に新たに鎌田荘が成立したため荘域が再編成されたと考えられており、「市河」の地名が指す地域も市川三郷町の市川大門地区から同町三珠地区に南遷している。ラインハルト・ツェルナーは、鎌田荘は義清親子により市河荘中心部が開発され摂関家に寄進されたものであるとしている。室町時代から戦国時代に至るまで荘園領主は不明で実態が失われていたと考えられているが、「市河」の地名が存続していたことを記す文書は残されている。